# إدراك جماعي
الإدراك الجماعي هو ظاهرة اجتماعية لغوية منتشرة حيث تنتج مجموعة صغيرة من الأفراد سلسلة من الكلمات المنطوقة التي تمثل إجراءً معرفيًا، أي أنه عندما يقوم فرد ما بالنطق بمجموعة مماثلة من الكلمات أو التفكير بها يعتبر ذلك إجراءً معرفيًا أو فكريًا.
يمكن أن تشترك مجموعة صغيرة من الأفراد في أنشطة مثل حل مسألة حسابية وتحقيق إنجازات فكرية، وغالبًا ما يتم التقدم بهذه الإنجازات عن طريق التفاعلات التي ينبثق عنها أفكار من خلال الخطاب بين وجهات النظر المتعددة التي لا يمكن أن تُنسب لشخص واحد. والكلام الذي ينطق به شخص يفسره المستجيب للنقاش السابق وسياق المجموعة بطرق لولاها لما نشأ هذا الكلام ويتم إنشاء هذا الكلام لاستخلاص أنواع معينة من استجابات المشاركين الآخرين، ويتم تحقيق النتائج المعرفية من خلال سلسلة من التفاعلات المتشابكة بشكل معقد وبمهارة. ويتم تحديد معنى القول على مستوى تفاعلات المجموعة، وبشكل عام لا ترجع في المقام الأول إلى التمثيل العقلي المسبق للمشاركين.
بالطبع، يعتمد الإدراك على قدرة المشاركين على تفسير وفهم المعاني التي تستخدمها المجموعة، لكن حتى بالنسبة لفهم الأفراد، فإنه في الأساس يقع في وينشأ عن تفاعل المجموعة التي أُنشئت للتنسيق بين هذه التفاهمات. ولا تنكر فلسفة الإدراك الجماعي الإدراك الفردي لكنها تنادي بإعادة التفكير في علم الوجود ونظرية المعرفة ومنهجية استكشاف العقل.
"الأفراد يستفيدون من المجموعة،
«والمجموعة تستفيد من الأفراد.»
كيبلينج، رديارد (1894)
قانون الغاب.
مقتبس من كتاب الغاب (The Jungle Book).

## الإدراك الجماعي على الإنترنت
يمكن أن تقدم التفاعلات على الإنترنت، إذا تم التخطيط لها جيدًا، بيانات مثالية للبحث حول الإدراك الجماعي؛ لذا إن حدث التفاعل من خلال النص والرسوم الثابتة يمكن للمدونات الاحتفاظ بسجل تفصيلي ممتاز بكل شيء تقريبًا حدث بالشبكة. وبالتالي، يمكنك تحليل كل ما هو متاح للمشاركين وما تشاركوه، وهذا على العكس من تحليل الفيديو فلن تكون هناك حاجة للقلق حول زوايا الكاميرا والإضاءة والتدوين وبروتوكولات اللقاءات والثقة بالترميز...الخ لإنتاج سجل دقيق ومفيد.
ويمكن تحليل البيانات للحصول على دليل حل المشكلة والمهام الأخرى (الإدراك الجماعي) وذلك من خلال التفاعل التعاوني داخل المجموعة الموجودة على الإنترنت، الأمر الذي يمكن تحقيقه من خلال التحليل الدقيق لطريقة قيام المشاركين في المجموعات الصغيرة والمشاركين في إنشاء المعاني التي تمت مشاركتها والفعاليات المشتركة الدائمة من خلال تسلسل وترابط ما يضعونه من مساهمات ومشاركات اجتماعية. وبالطبع يوجد الكثير من الأسئلة التي لا يمكن معالجتها بهذه الطريقة مثل ما يوجد داخل عقول الأفراد وما يتذكره مشاركون محددون بعد سنوات، لكن هذه القضايا تتعدى نطاق أجندة بحث الإدراك الجماعي. وقد تم تجاهل إنجازات المجموعة في الأبحاث التربوية السابقة، لكنها قد تشكل شيءًا متفردًا بالنسبة للتعلم التعاوني المدعوم بالكمبيوتر (CSCL)، وهذا شيء واعد بالنسبة للدعم المستقبلي للكمبيوتر لإنشاء معرفة تعاونية.

## أجندة البحث
وضعت المجموعة البحثية الخاصة بفرق الرياضيات الافتراضية (VMT) في جامعة دريكسيل منهجية لتحليل الدردشة تم ضبطها لاستكشاف الإدراك الجماعي في بيئة الدردشة. هذا النهج مستوحى من تحليل محادثة منطقية عن هيكل وتنظيم المجتمع لكن هذا المجال يختلف في جوانب هامة ومتعددة عن تحليل غالبية المحادثات: تكون الدردشة عبر الإنترنت لذا لا يكون المشاركون ولا كلامهم مرئيًا؛ والتفاعلات قائمة على أساس النص ولهذا تفتقر إلى التجويد والشخصية واللهجة والموضوعات الأساسية هي حل المسائل الرياضية وليس التنشئة الاجتماعية، ويكون غالبية المشاركين من الطلاب ممن هم في سن المراهقة المنخرطين في التعلم وليسوا خبراء بالغين بالمجال وعادة ما تتكون الجماعات من 3 إلى 5 أزواج، ولا يعرف المشاركون بعضهم البعض أو لا يعرفون الكثير عن بعضهم البعض، وما إلى ذلك. يبدو تحليل الدردشة دقيقًا، سطرًا بسطر، فيما يتعلق بكيفية إنشاء منشورات على بعضها البعض بشكل تسلسلي، وكيفية الرد على المنشورات السابقة واستنباط غيرها في المستقبل، وطريقة إنشاء نظام اجتماعي للتفاعل بين المجموعة، وطريقة حلهم لمشكلات المشاركة في إنشاء معاني المجموعة المشتركة، وطريقة الإنشاء والرجوع والتذكر واسم الموارد المستخدمة في عملية إيجاد المعنى.
والهدف من البحث هو فهم كيف يتفاعل الطلاب في بيئة الإنترنت مثل فرق الرياضيات الافتراضية (VMT)، وكيف يمكنهم التعامل مع مسألة معينة وكيف يستفيدون من إمكانيات التكنولوجيا؟ وكيف تعمل التفاصيل الفنية المختلفة على تغيير التفاعلات والوسائل التي يضعها الطلاب؟ يمكن لهذا الفهم أن يرشد تصميم نظم التعلم التعاوني المدعوم بالكمبيوتر (CSCL) والمساعدة على تحقيق رؤية للتعلم التعاوني المرتبط بشبكة عالمية كانت بعيدة المنال بصورة محبطة.
وبدأ البحث بالنظر في تفاصيل كيفية إنجاز خطوات التعليمات في حلقات قصيرة من دراسات الحالة، وهذا التفاعل متضمن بشدة في ظروفه المتفردة والتي لا يمكن التلاعب بها عمليًا أو تعميمها بشكل مبسط، ويمكن أن يعمق جمع دراسات الحالة نوعًا معينًا من التفاعل حول طريقة انخراط الناس في تلك التفاعلات. وهذا يؤدي إلى الافتراضات المستهدفة التي يمكن استكشافها عن طريق التحقيقات شبه التجريبية أو الملاحظة الإثنوغرافية أو المقابلات الهيكلية. ومن خلال تبادل الباحثين في التعلم التعاوني المدعوم بالكمبيوتر (CSCL) لتحليلاتهم، سوف يطور المجتمع تدريجيًا الخبرات والمفاهيم الضرورية لتوجيه تصميم النظام والتفاعل التربوي.
قام فريق البحث بفرق الرياضيات الافتراضية بالدراسة من خلال استخدام تحليل الدردشة والمنهجيات التجريبية الأخرى مثل موضوعات: إدراك المجموعة ووضع المعاني للمجموعة والإنشاء الذاتي للمجموعات الصغيرة وطبيعة المشاركة في الظهور على الإنترنت ووكالة المجموعة والكلمات الافتراضية التي لا تُفهم إلا في سياق ما واعتماد نظام فرق الرياضيات الافتراضية والمشاركة في الإنشاء الافتراضي للتكوينات الرياضية وسد ثغرات الانقطاع على الإنترنت والتفاوض حول المعنى والسلوك المعرفي لمجموعة على الإنترنت. كما وضعت تحليلات تعاونية خلال جلسات البيانات الأسبوعية، وكذلك في حلقات العمل الدولية حيث يتم مشاركة النتائج مع الباحثين الذين يستخدمون بيئة فرق الرياضيات الافتراضية في المؤسسات الأخرى.

## وحدة تحليل تتكون من مجموعة صغيرة
يركز الإدراك الجماعي على مجموعة صغيرة كوحدة تحليل، حيث تتناقض مع النظريات الموجهة للوحدات الأكبر مثل مجتمعات الممارسة وكذلك الأفراد. وبهذا المعنى، فإن نظرية الإدراك الجماعي تكمل نظريات مثل نظرية توزيع الإدراك والنشاط الثقافي التاريخي وكذلك علم النفس الفردي الثقافي، وتفترض نظرية الإدراك الجماعي أن مجموعات صغيرة هي «محركات بناء المعرفة.» وأصبح معرفة أن إنشاء المجموعات بأشكال متعددة يعد أمرًا داخليًا لأعضاء المجموعة كتعلم فردي وأمرًا خارجيًا في مجتمعاتهم كمعرفة معتمدة، وبهذا المعنى فإن ظاهرة المجموعة الصغيرة تعتبر الأساس لكثير مما يحدث على النطاق الواسع.
ويرى عالم النفس الروسي ليف فيجوتسكي أن المستوى العالي من الإدراك الإنساني ليس موهبة بيولوجية تُمنح، لكنها بالأحرى إدراك فردي يتطور تدريجيًا من خلال التفاعل الاجتماعي، وكافة القدرات العقلية المتباينة للبالغين ناتجة عن عمليات استيعاب داخلي والتي يتم من خلالها نقل التفاعلات بين الأشخاص، على سبيل المثال: الكلام يبدأ بالتحدث بين الناس في مجموعات صغيرة ومجموعات زوجية، وعمومًا يحول الأطفال الصغار في سن الرابعة الكلام مع الآخرين إلى حوار مع النفس ثم بعد ذلك لحديث صامت، ويتطور فيض الحديث الصامت إلى التفكير بالفرد، وتعكس هذه الرؤية علم النفس الاختزالي وتناقش أولوية نمو الإدراك الجماعي، وبهذا المعنى فإن ظاهرة المجموعة الصغيرة تعتبر الأساس لكثير مما يحدث على النطاق الفردي.

## التحيز ضد مفهوم الإدراك الجماعي
في بعض الأحيان كان علماء النفس الاجتماعي يشيرون إلى الإدراك الجماعي، وبالرغم من ذلك، رفض هذا العلم تدريجيًا الفكرة خوفًا من استحضار صور ظاهرة ما وراء الشخصية «الميتافيزيقية»، وأكد علماء الاجتماع على الاحتمالات السلبية «للتفكير الجماعي» أو «علم النفس الجماعي» حيث يتم إقناع أعضاء مجموعة عن طريق ضغط الأقرآن أن يتركوا التفكير العقلي الفردي لهم؛ لكن علم النفس يركز على الفرد كوحدة تحليلية. وتفاعل علم النفس في القرن العشرين ضد تعميم قراءات الفلسفة المثالية السابقة وكان يميل إلى الحد من الظاهرة الاجتماعية لتكون علم النفس الفردي أو الحساب العقلاني.
س

## كتاب عن الإدراك الجماعي
يناقش كتاب الإدراك الجماعي (Group Cognition) للكاتب جيري ستال القدرات الكامنة في الكمبيوتر وشبكة التكنولوجيا في تعزيز الإدراك الجماعي. ويعكس الكتاب منهجية تحليل الإدراك الجماعي وتقديم بعض أمثلة التحليل للتفاعل المعرفي لمجموعة صغيرة.
ويقدم كتاب دراسة فرق الرياضيات الافتراضية (Studying Virtual Math Teams) للكاتب جيري ستال 28 فصلاً عن تحليل الجوانب المختلفة لدراسة الإدراك الجماعي كما تم تقديمه في مشروع فرق الرياضيات الافتراضية. وكتب هذه الفصول محررون وأعضاء في مجموعة بحث فرق الرياضيات الافتراضية والباحثون الزائرون الذين عملوا على المشروع وزملاء دوليون. لقد تم تصميم مشروع فرق الرياضيات الافتراضية لدراسة الإدراك الجماعي في مجموعات صغيرة من الطلاب الذين يناقشون الرياضيات على الإنترنت، ويناقش الكتاب المنهج العلمي لتصميم التجارب وجمع البيانات وتحليل المدونات ووضع نظريات، كما يتضمن عددًا من دراسات الحالة للمقتطفات من المدونات، وتتناول العديد من الفصول تطبيقات أوسع وقضايا فلسفية.